# シロハラウミワシ
シロハラウミワシ（白腹海鷲、学名:Haliaeetus leucogaster）は、タカ目タカ科の鳥。

## 形態
全長70cm。背面は黒く、頭部から下面にかけては白色。嘴は白みがかった黒色で、脚は黄色。

## 生態
海岸や湖沼などの水辺に生息する。
獲物の大半は魚類とウミヘビであり、獲物の90-95%を占めていたとする報告もある。樹上や崖の上から待ち伏せし、水面近くに現れたところを捕らえる。
巣は樹上などに枯れ枝を用いて作る。